# Asteriscus
Asteriscus és un gènere de plantes amb flors dins la família asteràcia. Conté 37 espècies.

## Taxonomia
- Asteriscus aquaticus (L.) Less.
- Asteriscus daltonii (Webb) Walp.
- Asteriscus graveolens (Forssk.) Less.
- Asteriscus hierochunticus (Michon) Wiklund
- Asteriscus imbricatus (Cav.) DC.
- Asteriscus intermedius (DC.) Pit. & Proust
- Asteriscus maritimus (L.) Less.
- Asteriscus pinifolius Maire & Wilczek
- Asteriscus pygmaeus (DC.) Coss. & Dur.
- Asteriscus schultzii (Bolle) Pit. & Proust
- Asteriscus sericeus (Canary Island Daisy)
- Asteriscus sessilis (Mill.) Moench
- Asteriscus smithii (Webb) Walp.
- Asteriscus spinosus (L.) Sch. Bip.
- Asteriscus stenophyllus (Link) Kuntze